# Michel Escommier
Pas d'image ? Cliquez ici

a Compétitions nationales et continentales officielles uniquement.

b Matchs officiels uniquement.
Mercel Escommier, né le 12 octobre 1933 à Montélimar, est un joueur français de rugby à XV, qui a joué avec l'équipe de France au poste de talonneur (1,75 m pour 86 kg). 

## Biographie
En 2023, dans un classement visant à élire un XV régional  organisé par Le Dauphiné libéré, il arrive second avec 1,60% des votes, derrière Jean de Grégorio mais devant Yves Menthillier.

## Carrière de joueur

### En club
- US Montélimar

### En équipe nationale
Il a disputé un test match le 10 avril 1955 contre l'équipe d'Italie.

## Statistiques en équipe nationale
- Sélection en équipe nationale : 1
- Vainqueur des Jeux méditerranéens de 1955